# Kloster Bubenbach
Koordinaten: 51° 1′ 46″ N, 9° 51′ 27″ O
Das Kloster Bubenbach war ein im Jahre 1230 aus einem Beginenhaus hervorgegangenes Benediktinerinnen-Kloster in dem heute wüsten Ort Bubenbach etwa 7 km nordöstlich von Bebra im Landkreis Hersfeld-Rotenburg in Nordhessen.

## Lage
Das kleine Dorf Bubenbach ist zwar erstmals im Jahre 1230 urkundlich bezeugt, bestand aber bereits erheblich früher.  Es lag in dem schmalen Talgrund des Cornberger Wassers beim heutigen Forsthaus am nördlichen Rand der heutigen Gemarkung von Rautenhausen, einem Ortsteil von Bebra, etwa 1,75 km ostnordöstlich von Rautenhausen im Richelsdorfer Gebirge am Fuß des Großen Bärenkopfs (413 m). Heute verlaufen unmittelbar westlich der ehemaligen Ortslage die Bundesstraße 27 zwischen Bebra und Sontra und die Bahnstrecke Bebra–Göttingen, die im 718 m langen Cornberger Tunnel wenige hundert Meter westsüdwestlich die Fulda-Werra Wasserscheide unterquert. Etwa 100 m nordöstlich des verlassenen Dorfs befindet sich der ehemalige Personenbahnhof von Cornberg.

## Geschichte
Um 1220 bezog eine Gruppe von Beginen ein Haus in Bubenbach.  Sie hatten zwar eine sogenannte Meisterin, die sie sich selbst wählten, waren aber Laien, und der Ortspfarrer von Bubenbach, Ekebertus, war ihr Seelsorger. Da ihre Lebensweise nicht mit der Regeln der etablierten Nonnenorden im Einklang war, waren sie erheblichen Anfeindungen seitens des Klerus ausgesetzt, und unter diesem Druck unterstellten sie sich bereits im Jahre 1230 dem Abt und Konvent der benediktinischen Reichsabtei Hersfeld. Der Bubenbacher Ortspfarrer Ekebertus wurde nun ihr Propst, und Adelheid war die erste Priorin.  Zwar waren sie nun pro forma den Regeln der Benediktinerinnen verpflichtet, aber noch bis 1258 blieben sie grundsätzlich dem Stil der Beginen treu, der keinen Eigenbesitz der Gemeinschaft beinhaltete und den Lebensunterhalt durch Arbeit in der weltlichen Gemeinde zu sichern suchte.  Erst 1259 ist der Kauf von zwei Grundstücken in Bubenbach beurkundet.  Bis 1275 kamen dann durch Schenkungen Grundstücke oder Einkünfte von Grundstücken in umliegenden Dörfern wie Rockensüß, Elrichsüß (Wüstung zwischen Rockensüß und Cornberg), Mönchhosbach, Hübenthal und Weißenhasel hinzu.  Die Gemeinschaft blieb dennoch verhältnismäßig arm.  Zwar wurde ihre Niederlassung, dem Heiligen Nikolaus von Myra geweiht, in der Folge oft als Kloster Sankt Nikolai bezeichnet, ohne dass jedoch neben oder an Stelle des Beginenhauses eine wirkliche Klosteranlage in Bubenbach gebaut worden wäre.  Die kleine Dorfkirche diente offensichtlich auch den Nonnen.
Mit dem Amtsantritt von Abt Heinrich III. von Boyneburg-Hohnstein in Hersfeld (1261–1292) wurden die Bestrebungen, aus dem kleinen Konvent ein echtes Kloster zu machen, verstärkt.  Heinrich bestellte um 1275 den Hersfelder Mönch Hartlib zum Propst von Bubenbach.  Dieser kaufte bis 1292 in mindestens acht bekundeten Verträgen Ländereien für das Kloster, nachdem bis 1275 nur drei derartige Kaufverträge bekundet waren.  Abt Heinrich unterstützte den Besitzerwerb, um die wirtschaftliche Basis des kleinen Tochterklosters zu stärken.  Wichtige Hilfe kam auch von den Familien der Burgmannen der nahen Boyneburg – den Adelsgeschlechtern Trott, Boyneburg und Boyneburg-Hohnstein – und den Boyneburg-Hohnsteiner Vögten von Sontra, die dem Konvent Besitz oder Einkünfte vermachten, um ihre dem Konvent beitretenden Schwestern und Töchter zu versorgen.  Die Bubenbacher Damen konnten nun der Benediktinerregel folgen, von den Einkünften leben und auf Lohnarbeit verzichten.
Der entscheidende Durchbruch kam 1277, als Vogt Gottfried von Sontra und seine Frau Gertrud, Schwester des Hersfelder Abts, dem Kloster ein großes Gut in Elrichsüß schenkten, wobei Abt Heinrich als der offizielle Empfänger und Gegenzeichner der Schenkungsurkunde fungierte.  Daraufhin wurde beschlossen, auf dem Gelände dieses Guts ein neues Kloster zu bauen.  Allerdings konnte mit dem Bau erst 1292 begonnen werden, nachdem die inzwischen volljährigen Söhne des spätestens 1288 verstorbenen Gottfried ihr endgültiges Einvernehmen zu der Besitzübertragung ihrer Eltern von 1277 gegeben hatten.
Im Jahre 1296 verließen die Nonnen Bubenbach und zogen in das 1292–1296 für sie neu errichtete, nur 1,5 km weiter nördlich gelegene Kloster Cornberg um.

## Das Ende von Bubenbach
Die Pestepidemie von 1348/49, der Schwarze Tod, dezimierte die Bevölkerung des Dorfs Bubenbach, und die meisten Überlebenden wanderten in den folgenden Jahren ab.  Bereits 1363 und 1366 wurde der Ort lediglich noch als Hof bezeichnet.  Die Nikolauskirche wurde noch als Wallfahrtskirche genutzt und noch um 1500 als solche genannt, verschwand aber dann um 1600.  1525 wurde der Ort als "die wustenung, gnant zu s. Claus zu Boymbach" bezeichnet.  Bei Grabungen im 20. Jahrhundert wurden Mauersteine, Ziegel, menschliche Skelette und die Reste einer kleinen Kirche gefunden.  Reste einer Klosteranlage sind bisher nicht nachgewiesen.